# 王应际
王应际（1955年4月—），男，汉族，海南临高人，中华人民共和国政治人物，曾任中共海南省委统战部部长，海南省政协副主席、党组副书记，第十二届全国政协委员。